# Anapis
Anapis es un género de arañas araneomorfas de la familia Anapidae. Se encuentra en América.

## Especies
Según The World Spider Catalog 12.0:
- Anapis amazonas Platnick & Shadab, 1978
- Anapis anchicaya Platnick & Shadab, 1978
- Anapis atuncela Platnick & Shadab, 1978
- Anapis calima Platnick & Shadab, 1978
- Anapis caluga Platnick & Shadab, 1978
- Anapis castilla Platnick & Shadab, 1978
- Anapis chiriboga Platnick & Shadab, 1978
- Anapis choroni Platnick & Shadab, 1978
- Anapis circinata (Simon, 1895)
- Anapis digua Platnick & Shadab, 1978
- Anapis discoidalis (Balogh & Loksa, 1968)
- Anapis felidia Platnick & Shadab, 1978
- Anapis guasca Platnick & Shadab, 1978
- Anapis heredia Platnick & Shadab, 1978
- Anapis hetschki (Keyserling, 1886)
- Anapis keyserlingi Gertsch, 1941
- Anapis meta Platnick & Shadab, 1978
- Anapis mexicana Forster, 1958
- Anapis minutissima (Simon, 1903)
- Anapis monteverde Platnick & Shadab, 1978
- Anapis nevada Müller, 1987
- Anapis saladito Platnick & Shadab, 1978